# Pokret za neovisnost Katalonije
U Kataloniji su povijesno ukorijenjene snažne separatističke težnje, te ideja o Kataloniji kao neovisnoj državi ima predanu potporu znatnog dijela stanovništva.
Dana 23. siječnja 2013. godine, Parlament Katalonije je prihvatio - s 85 glasova "za", 41 "protiv" i uz dva odsutna zastupnika - Deklaraciju o suverenitetu i pravu na odlučivanje katalonskog naroda. U Deklaraciji se navodi da "Narod Katalonije ima - s osnova demokratskog legitimiteta  - karakter suverenog političkog i legalnog entiteta." Dana 12. lipnja 2013. god. Ustavni sud Španjolske je tu deklaraciju proglasio neustavnom.
Odmah nakon objave rezulata regionalnih izbora (za Parlament Katalonije) krajem studenog 2013. godine, na kojem su stranke što se zalažu za neovisnost Katalonije odnijele vrlo uvjerljivu pobjedu, najavljen je referendum za neovisnost
Predsjednik Katalonskog generaliteta Arturo Mas je u 20. prosinca 2013. godine službeno izvijestio 45 država o namjeri da se u Kataloniji 9. studenog 2014. godine održi referendum o neovisnosti. Referendumska pitanja bi trebala biti "Hoćete li da Katalonija postane država", te - ako se glasač odluči tako glasovati - "Hoćete li da Država bude neovisna". Katalonsko vodstvo se poziva na činjenicu da su na regionalnim izborima održanima u Kataloniji 25. studenog 2012. godine stranke s otvoreno separatističkim programima osvojile 79% mjesta u regionalnom parlamentu (107 od ukupno 135 poslanika), te na istraživanja katalonske javnosti prema kojima neovisnost od Španjolske želi 82% građana.
Predsjednik Vlade Španjolske Mariano Rajoy je već i prije nego što se Arturo Mas obratio međunarodnoj zajednici s najavom referenduma o neovisnosti Katalonije najavio da Španjolska neće dopustiti održavanje referenduma. Vlada Španjolske koristi svoj utjecaj u Europskoj uniji da uvjerljivo prijeti kako bi Katalonija - ili bilo koja druga zemlja koja bi se odcijepila od neke zemlje-članice EU - bila u slučaju secesije isključena iz EU.
Nakon što je Ustavni sud Španjoske u listopadu 2014. god. privremeno zabranio održavanje referenduma dok se ne donese konačna ustavnosudska odluka o njegovoj dopuštenosti, Arturo Mas je objavio da će se na zakazani datum 9. studenoga ipak održati pravno neobvezujuća konzultacija, koja bi se tehnički održala na isti način kao i planirani referendum - uz glasačka mjesta s glasačkim listićima i kutijama. Vlada u Madridu poduzima pravne mjere da se održavanje i takve konzultacije spriječi.
Na referendum, koji je održan kao "konzultativni", tj. takav koji nije pravno obvezujući, izašlo je oko 37% katalonskih birača - njih oko 2,3 milijuna. Od birača koji su izašli na referendum, 80,76 posto je odgovorilo pozitivno na oba referendumska pitanja: "Želite li da Katalonija postane država?" i "Ako to želite, želite li da ta država postane neovisna?" Daljnjih 10,07 posto odgovorilo je pozitivno na pitanje o državnosti Katalonije, ali se izrazilo protiv prijedloga da Katalonija postane neovisna od Španjolske.
Nakon što je državno odvjetništvo u Kataloniji odbilo pokrenuti kazneni progon protiv predsjednika Artura Masa, postupak protiv A. Masa i njegovih najbližih suradnika su pokrenuli državni odvjetnici u Madridu.
U napetoj situaciji nakon referenduma, Arturo Mas pokušava čvršće konsolidirati političke snage koje podupiru neovisnost Katalonije, što ne ide bez poteškoća.
Katalonski nacionalisti se u svojim nastojanjima povezuju sa sličnim separatističkim pokretima u Europi: pri tome rado prikazuju srodnost sa separatizmima u Škotskoj, Flandriji i Bretanji - ali upadljivo izbjegavaju asocijacije s Baskijom, Sjevernom Irskom i Korzikom, gdje su separatizmi u razdoblju nakon II. svjetskog rata iskazivani također i terorističkim akcijama.

## Referendum o neovisnosti 2017. godine
Uz protivljenje središnjih vlasti Španjolske i uz zabranu španjolskih sudbenih tijela, održan je 1. listopada 2017. godine referendum o otcjepljenju Katalonije od Španjolske, pri čemu bi Katalonija postala Republikom. Španjolska vlada je u Kataloniju uputila snažne policijske snage, koje su uz primjenu sile onemogućile glasovanje na mnogim biralištima. Uspjelo je ipak glasovati 42,2 posto birača, od kojih je preko 90 posto glasovalo za neovisnost Katalonije.
Nakon referenduma, vlasti Kraljevine Španjolske su pokrenule kazneni progon protiv predsjednika Katalonije Carlesa Puigdemonta i njegovih ministara; osam katalonskih političara je završilo u pritvoru u Madridu. Sam Puigdemont se sklonio u Belgiju, koja je pokazala spremnost da mu pruži politički azil..
U listopadu 2019. god., suđenje protiv 12 bivših visokih dužnosnika katalonske regionalne vlade je okončano presudom Vrhovnog suda Španjolske kojom ih se osuđuje na kazne zatvora u trajanju od 8 do 13 godina; bivši katalonski predsjednik Carles Puigdemont se u tom trenutku još nalazio u egzilu u Belgiji. Povodom te presude u Kataloniji su opet izbili neredi, uz preko 400 ozlijeđenih u sukobima s policijskim snagama.

## Presude katalonskim vođama i protesti 2019.
U listopadu 2019. god osuđeno je na kazne od 9 do 13 godina zatvora devetoro katalonskih političkih vođa, nakon čega su se u Kataloniji opet izbile masovne demonstracije. Usprkos pozivima Katalonskih vlasti da nemiri ostanu mirni, odmah od početka su počeli izbijati sukobi s policijom, te je nakon 3 dana u demonstracijama u kojima je sudjelovalo preko pola milijuna ljudi bilo evidentirano 576 ozlijeđenih, od čega 206 policajaca.

## Egzil katalonskih vođa u Škotskoj i Belgiji
Suđenjem katalonskim vođama nije bio obuhvaćen bivši šef katalonske separatističke vlade Carles Puigdemont, koji se od 2017. godine nalazi u egzilu u Belgiji.  On je 2020. god.  izabran za zastupnika u Europskom parlamentu, kao i bivši ministri u njegovoj vladi Toni Comín - također u egzilu u Belgiji, te Clara Ponsatí, koja je u egzilu u Škotskoj. Svo njih troje se na izborima kandidiralo, nakon što su to u lipnju 2019. god. bili dopustili španjolski sudovi. U ožujku 2021. godine, Europski parlament - u kojemu oni djeluju kao zastupnici - odlučio je na zahtjev španjolskih vlasti ukinuti zastupnički imunitet za ovo troje zastupnika, te će vlasti u Belgiji i Škotskoj moći razmotriti zahtjeve Španjolske za njihovim izručenjem. Zahtjeve za njihovim izručenjem je Španjolska više puta obnavljala, kao i zahtjev za izručenjem ministra iste vlade Lluísa Puiga, koji je također u egzilu u Belgiji. Puidgemont i dvoje bivših ministara njegove vlade su se protiv odluke Europskog parlamenta o ukidanju zastupničkom imuniteta žalili Sudu Europske unije, koji im je početkom lipnja 2021. godine vrati imunitet, do okončanja postupka pred tim sudom.

## Vanjske poveznice
- ‘Nemate vi dovoljno tenkova da zaustavite neovisnost Katalonije’, Bernard Karakaš za "Večernji list 17.12.2013.
- ‘Španjolski generali: Katalonci, ovo vam nije bivša Jugoslavija!’, Silvana Perica za "Večernji list 21.9.2012.